# Musikschule des Landkreises Meißen
Die Musikschule Radebeul ist die öffentliche Musikschule in der sächsischen Stadt Radebeul, wo sich einer von fünf Musikschulbezirken der Musikschule des Landkreises Meißen befindet. Der Musikschulbezirk Radebeul ist für die Gemeinden Radebeul (mit 13 Außenstellen), Moritzburg (mit 4 Außenstellen) und Radeburg (mit drei Außenstellen) zuständig.

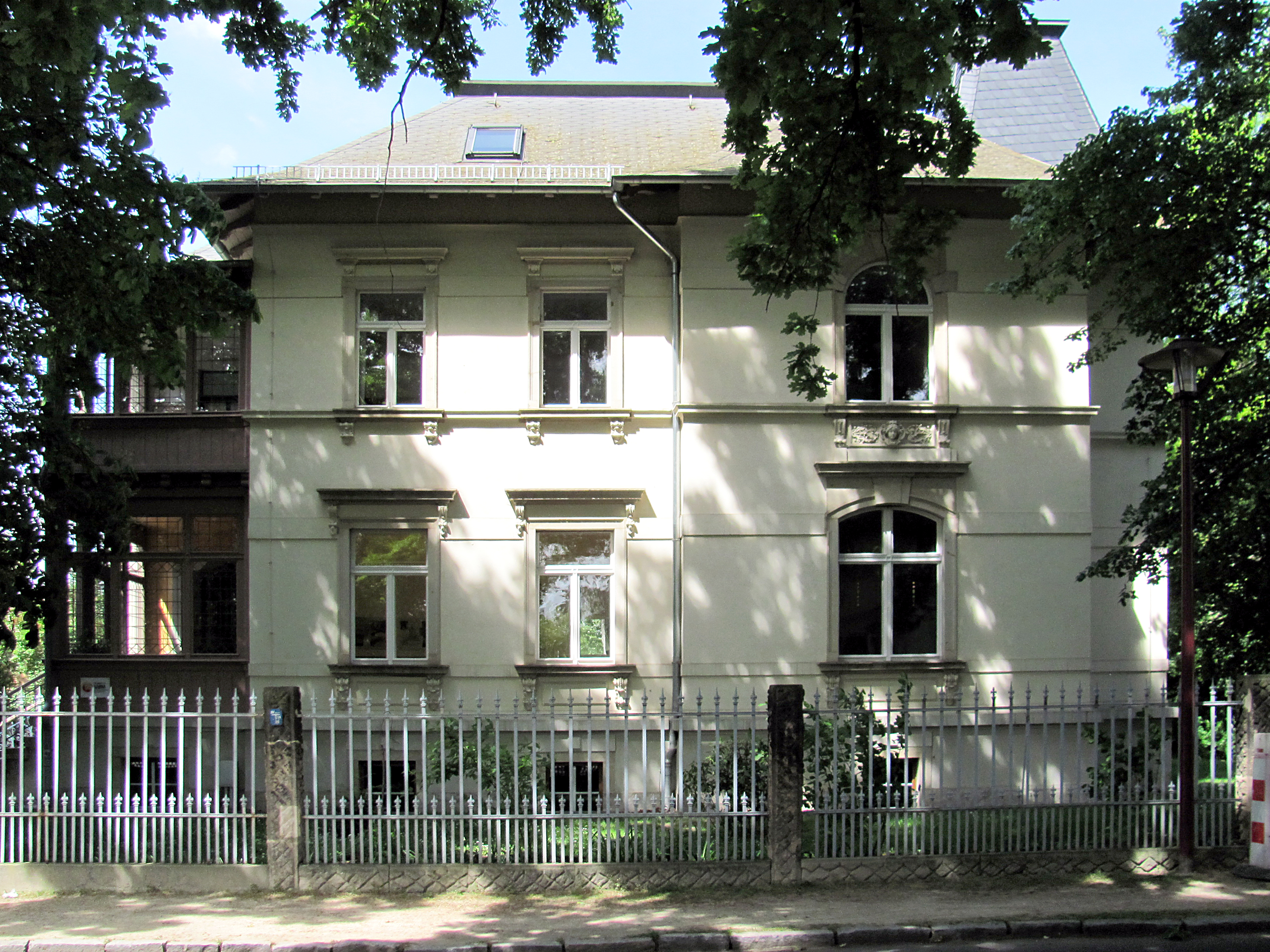
Villa Nirwana

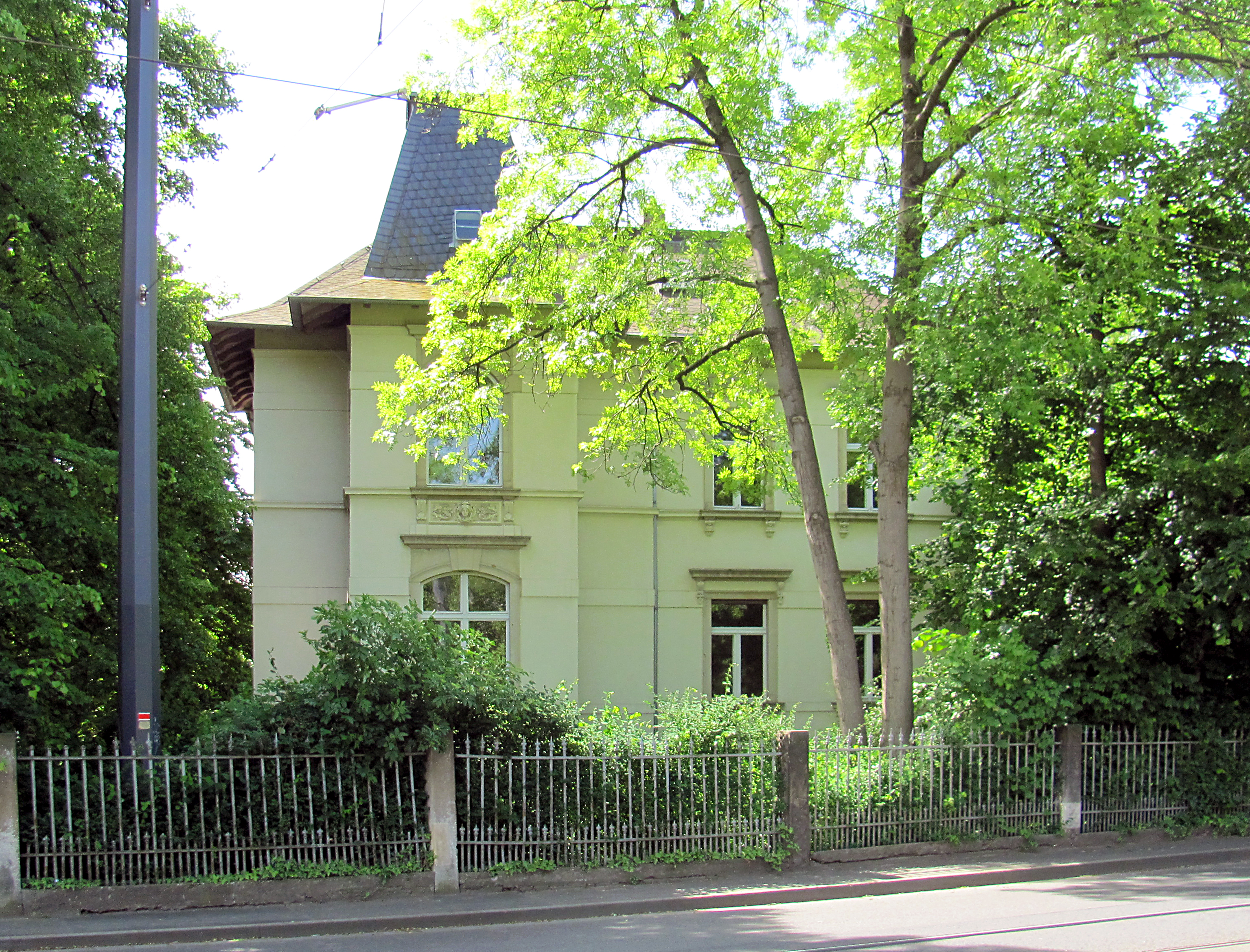
Villa Nirwana, von der Meißner Straße aus

Zusätzlich befindet sich in Radebeul der Hauptsitz des Musikschulbezirks in der Dürerstraße 1, im Radebeuler Stadtteil Kötzschenbroda, der zugleich auch den Hauptsitz der Musikschule des Landkreises Meißen darstellt. Dieser Hauptsitz befindet sich in der denkmalgeschützten Villa Nirwana, die zwischen Mai 1894 und November 1896 auf Antrag des Bauunternehmers Friedrich Ernst Kießling durch seinen Sohn, den Baumeister Ernst Kießling, errichtet wurde.
Spätestens ab 1915 wohnte dort der Schriftsteller, Zille-Freund und Kunsthistoriker Frikomar Dörfler (auch Friedrich Martin Ferdinand Dörfler; 1886–1961), der laut Sterbeurkunde (Radebeul Nr. 148/1961) 1961 unter dieser Adresse noch gemeldet war.
Ab Spätsommer 2024 sollen die Musikschüler ihr neues Quartier beziehen können, das ab dem Jahr 2021 durch Sanierung des ehemaligen Postamts Kötzschenbroda geschaffen wird.

## Beschreibung
Das zweigeschossige Villengebäude steht auf einem Eckgrundstück zur Meißner Straße. Der Putzbau besitzt einen leicht unregelmäßigen Grundriss; auch die Aufrisse sind unregelmäßig gestaltet. Das Dach ist ein abgeflachtes und weit überkragendes Walmdach.
In der Straßenansicht zur Dürerstraße steht rechts ein Seitenrisalit mit einer steilen Pyramidenstumpfhaube. In der linken Seitenansicht befindet sich eine hölzerne Veranda.
Die Fenster werden von Sandstein eingefasst. Einige davon sind stichbogig bzw. rundbogig ausgeführt. Aus Sandstein sind auch einige weitere Gliederungen ausgeführt.
Die denkmalgeschützte Einfriedung ist ein Lanzettzaun mit Sandsteinpfeilern.